# Castanya d'aigua
La castanya d'aigua, cairell o pota de bou (Trapa natans) és una espècie de planta amb flors del gènere Trapa dins la família de les litràcies (Lythraceae). És una planta nativa d'Europa, Àsia i Àfrica.
Addicionalment pot rebre els noms de cadells, cairells i nou d'aigua. També s'ha recollit la variant lingüística cairella.
Als Països Catalans sols han estat citades en algunes llacunes de l'Empordà.

## Descripció
Les castanyes d'aigua són plantes herbàcies anuals que floten en l'aigua dolça amb les arrels subjectes al fons. Tenen dos tipus de fulles, les submergides que es disposen al llarg de la tija, sèssils i molt dividides, i les fulles flotants que es disposen en una roseta is són amples i peciolades. Les flors són blanques i hermafrodites. Els fruits en forma de núcula de 2,5 a 5 cm amb 4 espines i l'aparença d'un cap de bou són comestibles i havien estat conreats a la Xina de 3.000 anys ençà. També es collien i es consumien els fruits.

## Història
Es troben distribuïdes per la conca mediterrània, mar negra, caucas i nord de Síria i Liban. la varietat Trapa natans var. bispinosa s'ha conreat a la Xina i al subcontinent indi per a les llavors comestibles durant almenys 3.000 anys.
Fins a la fi del segle xix les castanyes d'aigua eren un producte popular, és indicatiu d'això el fet que amb el nom francès de Macre el calendari revolucionari francès li va dedicar un dels dies de la tardor.
Fins al 1880 es va poder comprar castanyes d'aigua als mercats d'arreu d'Europa. Al nord d'Itàlia, els fruits secs s'oferien torrats, de la mateixa manera que encara es venen les castanyes (Castanea sativa). A moltes parts d'Europa, les castanyes d'aigua eren conegudes i utilitzades com a l'alimentació humana fins a principis del segle xx. Avui, però, és una planta rara a Europa, tot i que en llocs pantanosos poden tenir una importància econòmica i alimentària. Existeixen diverses raons per a la seva gairebé desaparició, com ara les fluctuacions climàtiques, els canvis en el contingut de nutrients de les masses d'aigua i el drenatge de molts aiguamolls, estanys i llacs.

## Taxonomia
Aquesta espècie va ser publicada per primer cop l'any 1753 al primer volum de l'obra Species Plantarum del botànic suec Carl von Linné (1707-1778).

### Varietats
Dins d'aquesta espècie es reconeixen les vuit varietats següents:
- Trapa natans var. africana Brenan
- Trapa natans var. bispinosa (Roxb.) Makino
- Trapa natans var. japonica Nakai
- Trapa natans var. magnicorona (Z.T.Xiong) B.Y.Ding & X.F.Jin
- Trapa natans var. natans
- Trapa natans var. pseudincisa (Nakai) ined.
- Trapa natans var. quadricaudata (Glück) B.Y.Ding & X.F.Jin
- Trapa natans var. quadrispinosa (Roxb.) Makino